# Serendah
Serendah is een stad in de Maleisische deelstaat Selangor.
Serendah telt 6600 inwoners.